# London Records
London Records és una discogràfica amb seu al Regne Unit, que originalment treia al mercat discos als Estats Units, Canadà i Amèrica Llatina des de 1947 fins als anys 1980.

## Artistes de London Records
- East 17
- The Yes/No People (Stomp)
- Voice Of The Beehive
- New Order
- Kaliphz
- Michaela Strachan
- The High
- Hard Rain
- Junior Giscombe
- Michelle Shocked
- No Sweat
- Perfect Day
- Glen Medeiros
- Jimmy Somerville
  - Bronski Beat
  - The Communards
- Banderas
- Then Jerico
- Zucchero
- All Saints
  - Shaznay Lewis
  - Mel Blatt
- Sugababes
  - Siobhan Donaghy
- His Latest Flame
- A
- Holly Valance
- Dannii Minogue
- Bananarama